# Oligocen
Oligocen je geološko razdoblje u prošlosti Zemlje. Pokriva vrijeme od prije 34 milijuna do prije 23 milijuna godina. 
Kao i kod drugih geoloških razdoblja, naslage stijena koje definiraju razdoblje dobro su identificirane, ali točni datumi početka i kraja nisu sigurni. Ime oligocen dolazi od grčkih riječi "oligos" (nekoliko) i "ceno" (novi) te se odnosi na relativnu rijetkost novih oblika moderne faune sisavaca nakon evolucijske eksplozije u doba eocena. Oligocen slijedi nakon epohe eocena i prethodi miocenskoj epohi. Oligocen je treća i posljednja epoha paleogenskog razdoblja.
Oligocen se često smatra kao važno prijelazno doba, karika između "arhaičnog svijeta tropskog eocena i mnogo modernijeg izgleda ekosistema u miocenu."
Početak oligocena označilo je veliko masovno izumiranje koje može biti vezano uz udar vanzemaljskog objekta na Sibir i/ili na Zaljev Chesapeake. Oligocenski-miocenska međa nije jasno identificirana putem globalnog događaja, nego preko serije regionalnih međa između toplijeg oligocena i relativno hladnijeg miocena.